# カナブ川
カナブ川（カナブがわ、英語: Kanab Creek）はコロラド川の支流の一つ。
カナブ川はユタ州のケーン郡のグレートベースンへの分水界の真南で始まり、コロラド川へ南に125マイル（201㎞）を流れる。またフレドニアという町の近くのアリゾナへの境界を横切って、ユタ州カナブを通り過ぎる。さらにグランド・キャニオン国立公園の入口の前を流れる前に、パイウーテの人々のカイバブインディアン保留地や1984-指定のカナブ川荒野（自然保護区域）を流れる。
カナブ川の谷は、バスケット・メーカー文化とアナサジ文化に暮らすインディアンが定住していた。彼らの建物と人工品の残骸は、水路に沿って歩くと見つかる。